# Republican Congress
Le Republican Congress (français : Congrès républicain) est un mouvement politique irlandais issu d'une scission de gauche de l'Irish Republican Army à l'automne 1934. Il est mené par Frank Ryan et proche de plusieurs groupes républicains, syndicalistes, de chômeurs, de paysans, du Communist Party of Ireland et des restes de l'Irish Citizen Army. Si l'indépendance totale de l'Irlande convainc tous ses militants, ils s'opposent en revanche entre les partisans de Michael Price et ceux du Communist Party of Ireland. 200 membres du Republican Congress dont Frank Ryan intégreront la colonne Connolly pour combattre du côté républicain pendant la Guerre d'Espagne.